# Aeonium
Genre

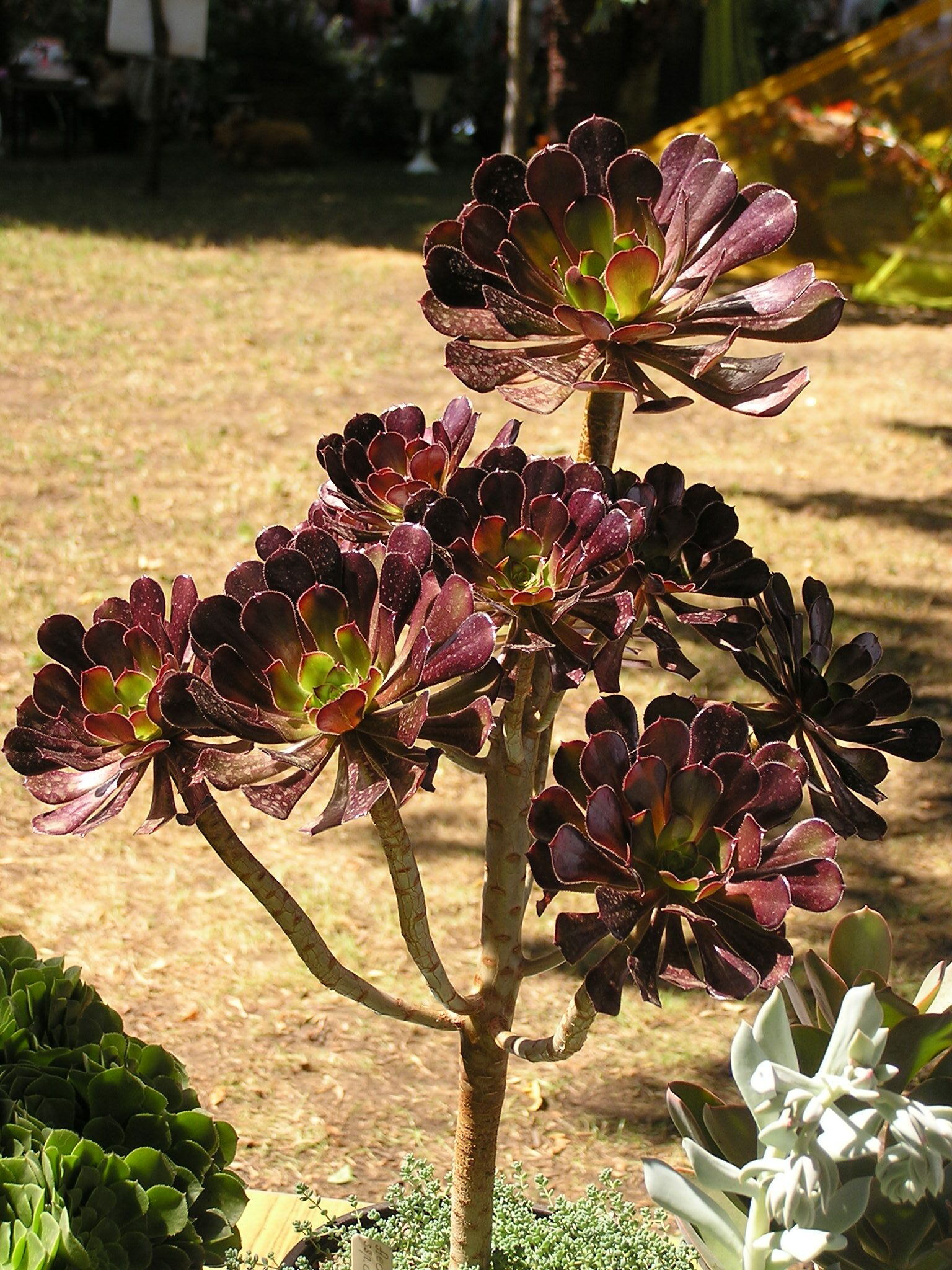
Aeonium arboreum var atropurpureum

Aeonium est un genre de plantes succulentes appartenant à la famille des Crassulaceae et comprenant 45 espèces, avec deux aires de répartition géographique disjointes, l'une au nord-ouest de l'Afrique, principalement aux îles Canaries, mais aussi à Madère et au sud du  Maroc , et l'autre en Afrique de l'Est et au Yémen.

## Étymologie et nomenclature
Le nom de genre Aeonium a été créé par les botanistes Barker Webb et Berthelot à partir d'un phytonyme grec aizōon αειζωον désignant la Joubarbe arborescente (Sempervivum arboreum) chez Dioscoride (MM. 4, 88) ou Pline (HN. 25, 160 ; 26, 137 etc.) ou la Joubarbe des toits (Sempervivum tectorum) chez Dioscoride (4, 89) ou Pline (18, 159 ; 25, 160 etc.). Ce terme grec dérive lui-même d'un terme signifiant « vivace, toujours en vie » qui qualifiait ce genre de plante.
Le botaniste britannique Barker Webb a longtemps exploré les îles Canaries en compagnie du naturaliste français Berthelot. Ils ont écrit ensemble Histoire naturelle des îles Canaries, (1840) dans lequel ils introduisent le genre Aeonium et décrivent plusieurs espèces d'Aeonium canariennes. Ils ont créé le genre Aeonium en le séparant du genre Sempervivum.

## Description
Les Aeonium sont des sous-arbrisseaux ou de petits arbustes ramifiés, ou des plantes herbacées lignescentes à la base,. Certaines espèces possèdent des branches charnues alors que d'autres sont acaules.
Les feuilles persistantes sont disposées en rosette à l'extrémité des tiges. Elles sont ordinairement oblongues, obovales ou spatulées et épaisses. Généralement sessiles et non connées à la base, elles sont charnues.
Les fleurs sont groupées en cymes ou en thyrses, de forme conique plus ou moins étalée et de couleur jaune, poussant à partir du centre des rosettes de feuilles. Le développement de l'inflorescence provoque la mort de la rosette par épuisement (monocarpie).
Les fleurs sont généralement de 7- à 12-mères (mais parfois jusqu'à 6- ou 16-mères). Le calice  campanulé est 6-12-fide jusqu'au milieu, les pétales en même nombre, plus long que les étamines et connés avec les filets des étamines. Il y a deux fois plus d'étamines que de pétales.
Les fruits sont des follicules indéhiscents ou tardivement à la base dorsale.
Les Aeonium sont proches des genres Sempervivum, Aichryson et Monanthes , à qui ils ressemblent par leurs fleurs et leurs inflorescences. Récemment, le genre Greenovia a été fusionné avec Aeonium.

## Distribution
La plupart des espèces d'Aeonium sont originaires des îles Canaries, mais certaines proviennent de Madère, du Cap-Vert, du sud du Maroc, ou d'Afrique de l'Est: de l'Éthiopie à la Tanzanie (Aeonium stuessyi) et jusqu'au Yémen (Aeonium leucoblepharum).
Certaines espèces ont été introduites en Californie.

## Culture
Les Aeonium sont faciles à cultiver mais ils sont peu résistants au gel.
On les reproduit facilement par division des rejets dont certains présentent des petites racines aériennes, ou par semis.
La période de croissance principale se situe en automne. Le milieu de l'été constitue parfois une période de dormance durant laquelle la rosette se contracte en une sorte de boule.

## Espèces
- Aeonium aizoon (Bolle) T.Mes
- Aeonium appendiculatum Bañares - endémique des îles Canaries
- Aeonium arboreum Webb & Berthel.
- Aeonium aureum (C.Sm. ex Hornem.) T.Mes
- Aeonium balsamiferum Webb & Berthel.
- Aeonium canariense Webb & Berthel.
- Aeonium castello-paivae Bolle[Lequel ?]
- Aeonium ciliatum Webb & Berthel.
- Aeonium cuneatum Webb & Berthel.
- Aeonium davidbramwellii H.Y.Liu
- Aeonium decorum Webb ex Bolle
- Aeonium glandulosum (Aiton) Webb & Berthel.
- Aeonium glutinosum (Aiton) Webb & Berthel.
- Aeonium gomerense (Praeger)
- Aeonium goochiae Webb & Berthel.
- Aeonium haworthii van Dyke ex Webb & Berthel.
- Aeonium hierrense (Murray) Pit. & Proust
- Aeonium holochrysum Webb & Berthel. endémique des îles Canaries
- Aeonium korneliuslemsii H.Y.Liu - Afrique du Nord
- Aeonium lancerottense Praeger - endémique des îles Canaries
- Aeonium leucoblepharum Webb ex A.Rich.
- Aeonium × lidii Sunding & G.Kunkel
- Aeonium lindleyi Webb & Berthel. - endémique des îles Canaries
- Aeonium manriqueorum Bolle - endémique des îles Canaries
- Aeonium mascaense Bramwell
- Aeonium nobile Praeger - endémique des îles Canaries
- Aeonium palmense Webb ex Christ - endémique des îles Canaries.
- Aeonium percarneum (Murray) Pit.
- Aeonium pseudourbicum A. Bañares
- Aeonium rubrolineatum Svent. - endémique des îles Canaries
- Aeonium saundersii Bolle
- Aeonium sedifolium (Webb & Berthel.) Pit. & Proust - endémique des îles Canaries;
- Aeonium simsii (Sweet) Stearn
- Aeonium smithii (Sims) Webb & Berthel.
- Aeonium spathulatum (Hornem.) Praeger - endémique des îles Canaries
- Aeonium subplanum Praeger - endémique des îles Canaries
- Aeonium tabulaeforme (Haw.) Webb & Berthel. - endémique des îles Canaries
- Aeonium undulatum Webb & Berthel.
- Aeonium urbicum (C.Sm.) Webb & Berthel.
- Aeonium valverdense Praeger
- Aeonium vestitum Svent.
- Aeonium virgineum Webb ex Christ
- Aeonium viscatum Webb ex Bolle
- Aeonium volkerii Hernández & A. Bañares

## Images

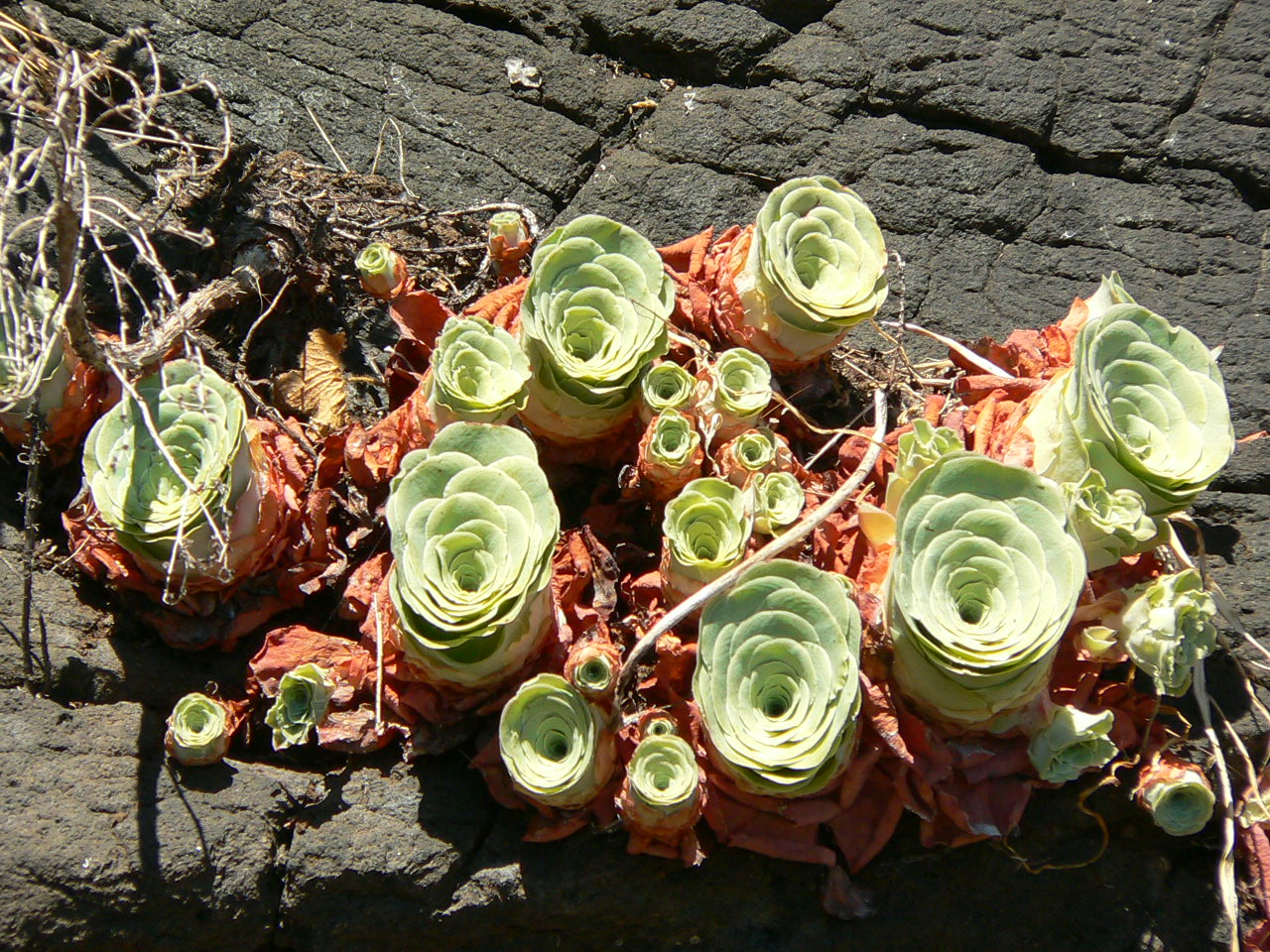
Aeonium aureum
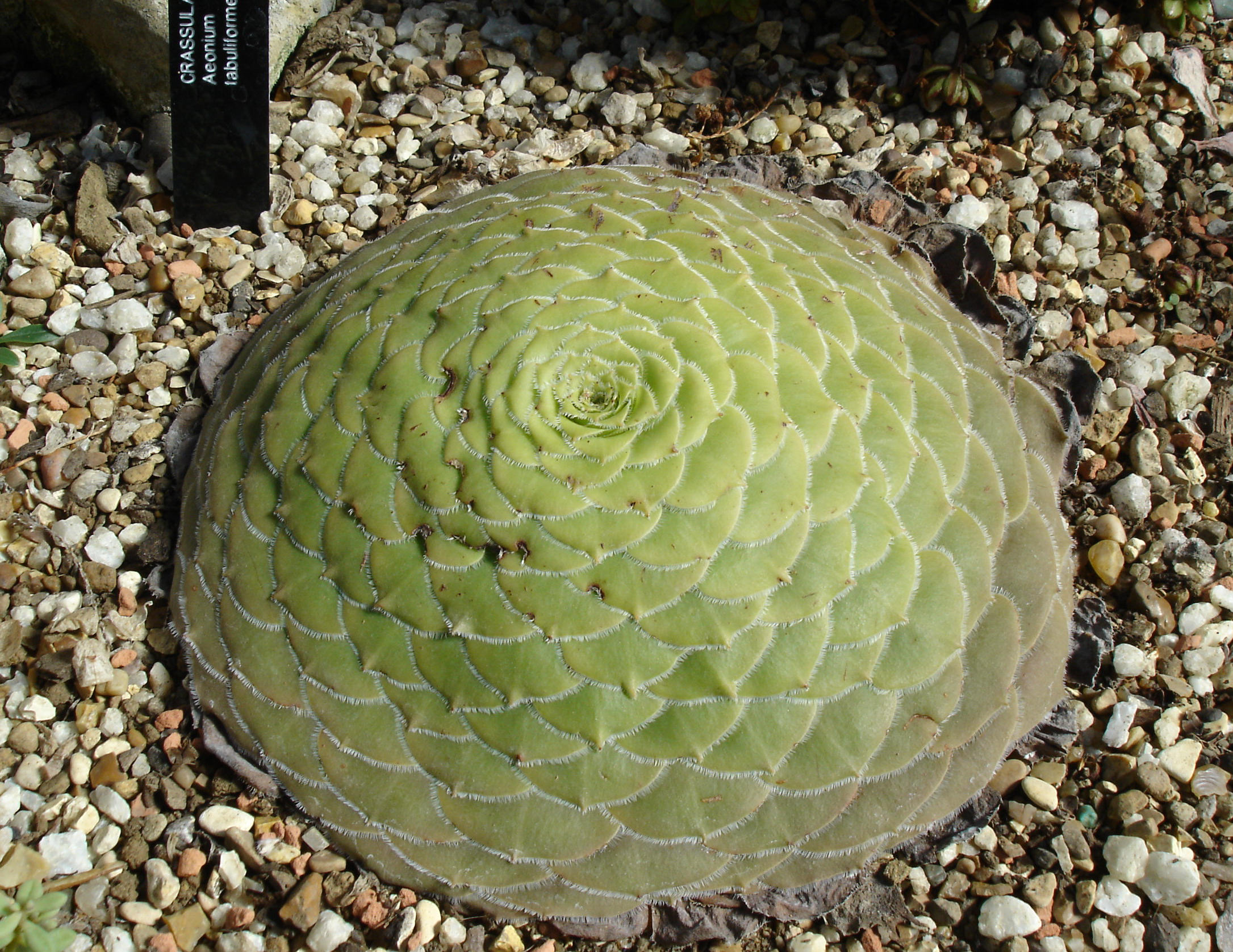
Aeonium tabuliforme
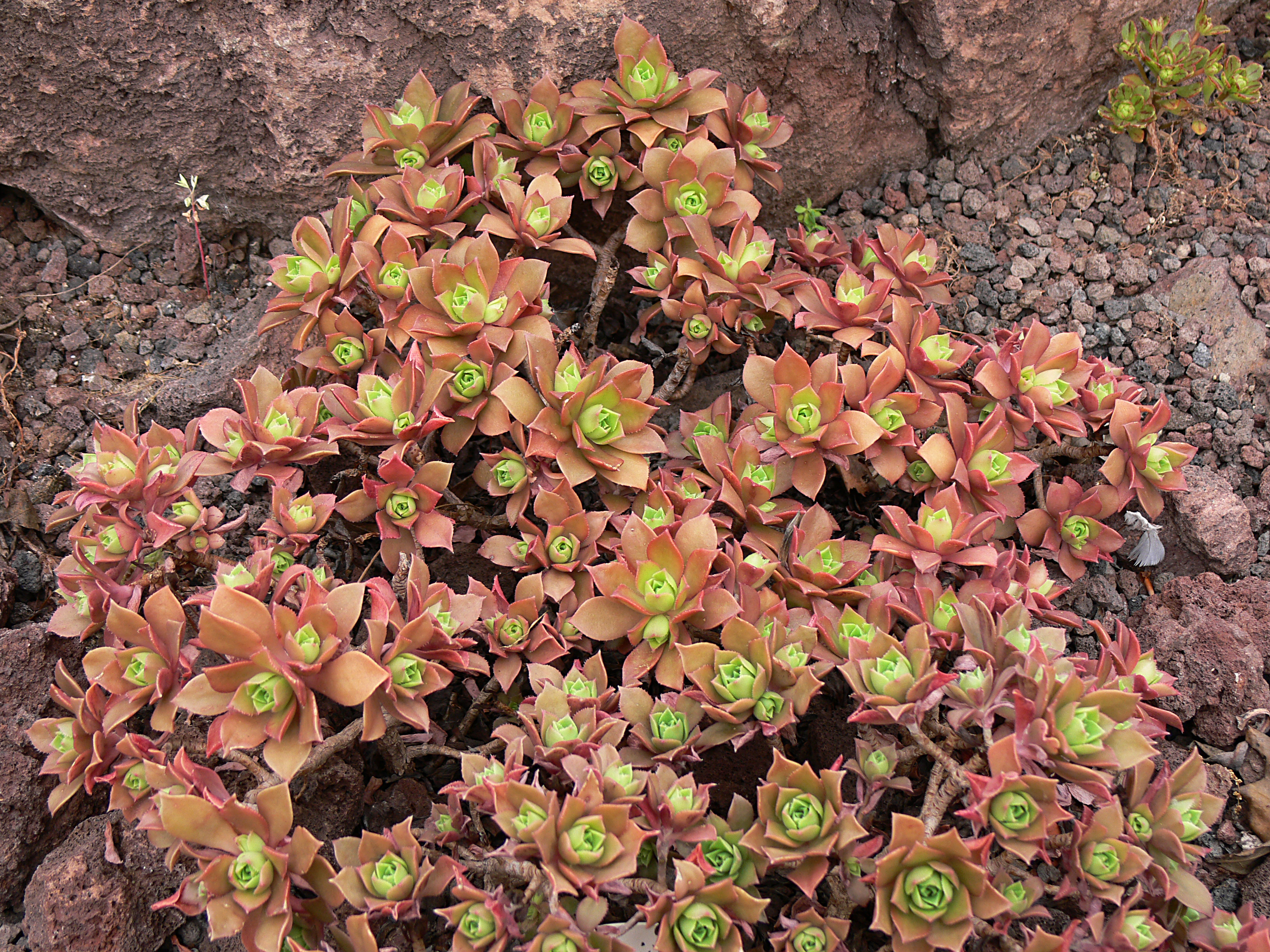
Aeonium decorum
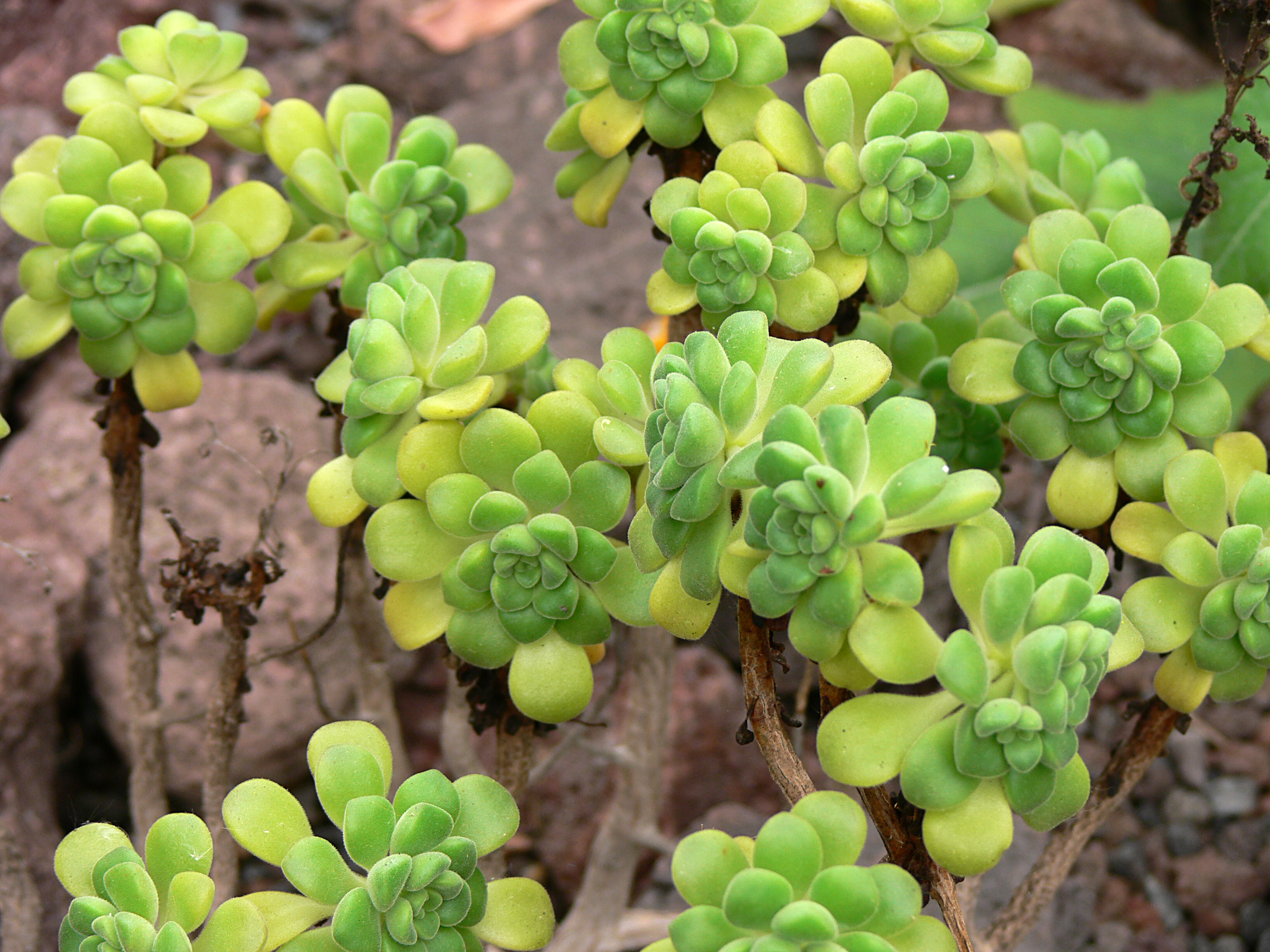
Aeonium lindleyi
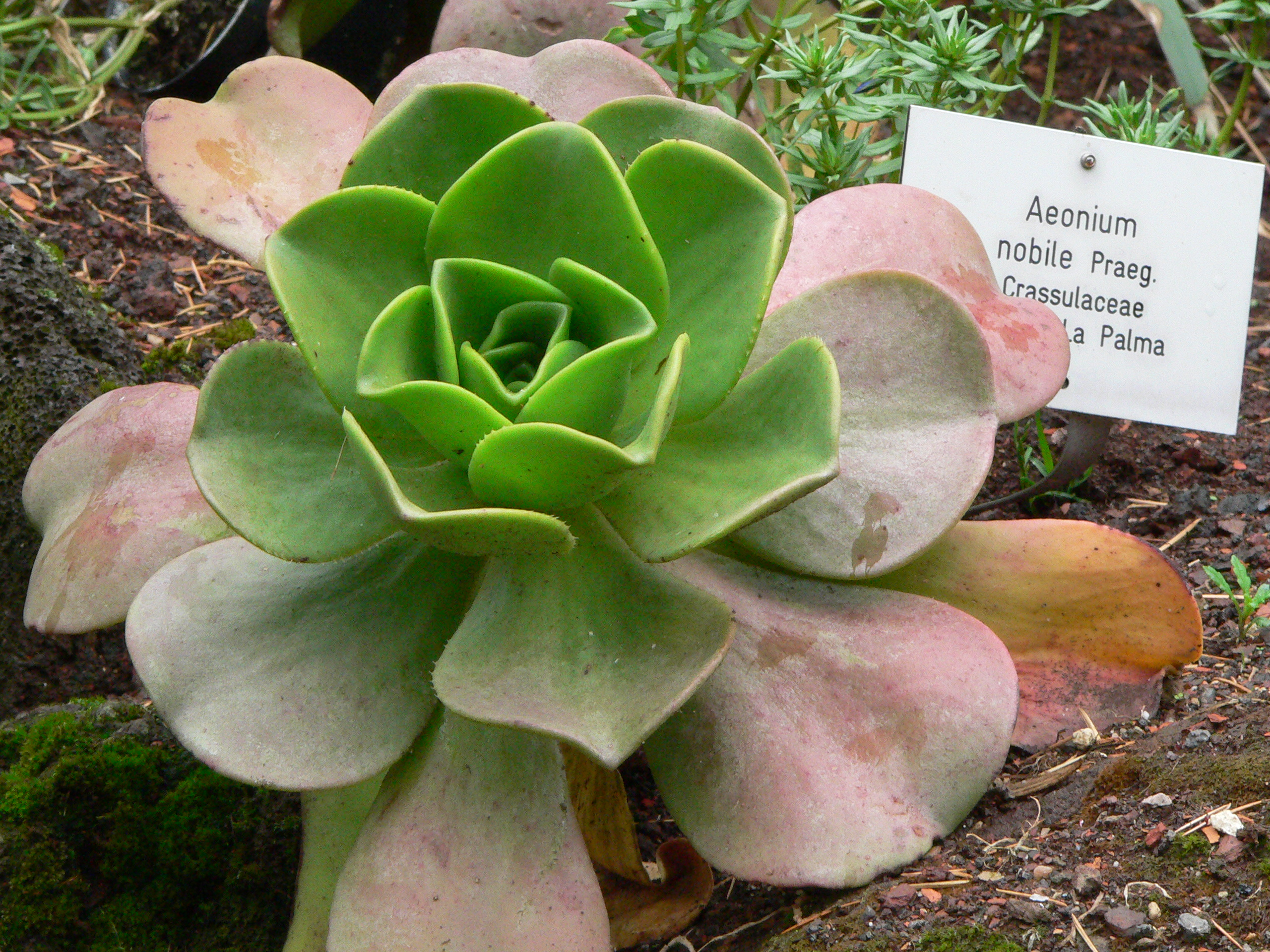
Aeonium nobile
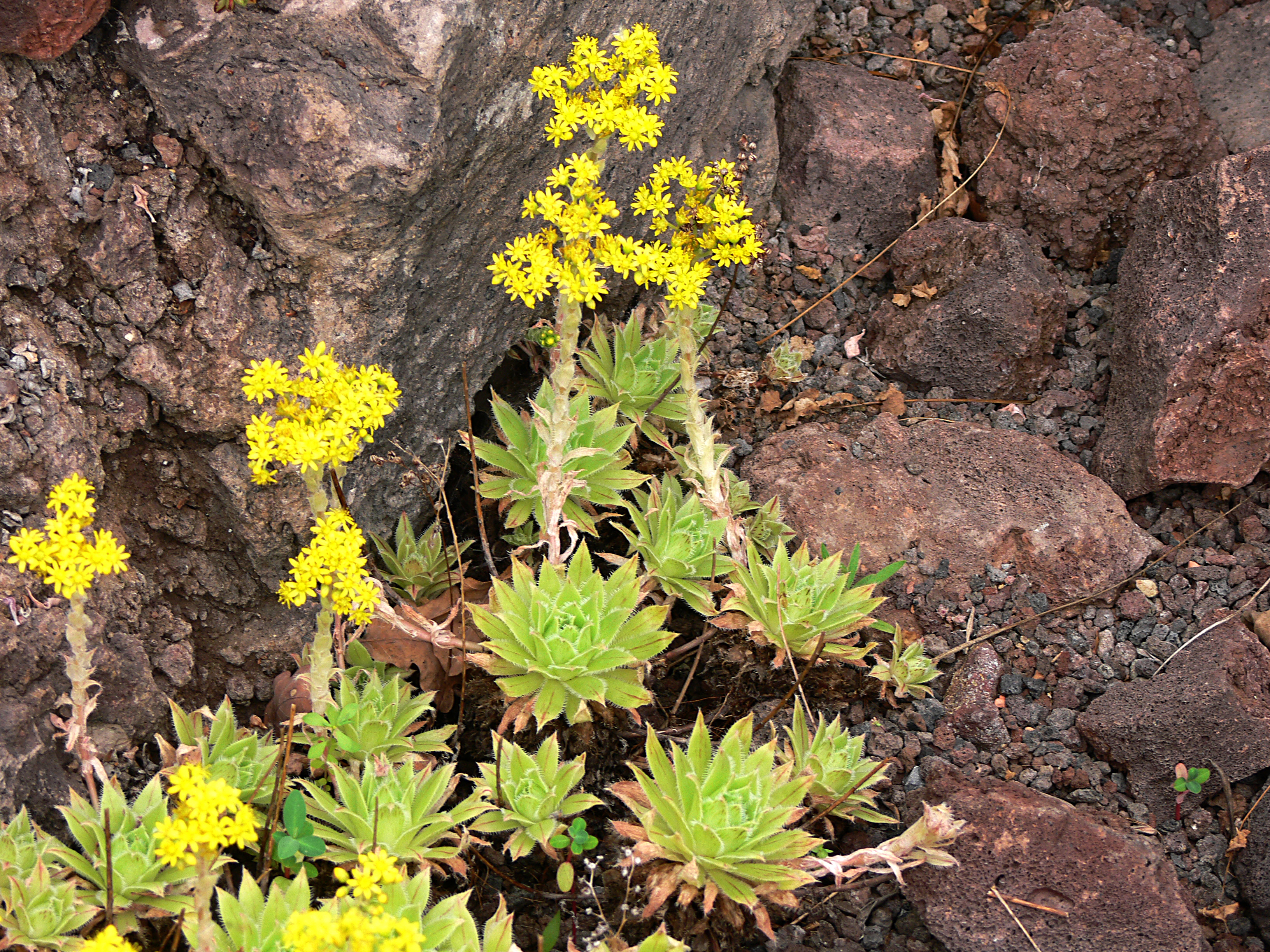
Aeonium simsii
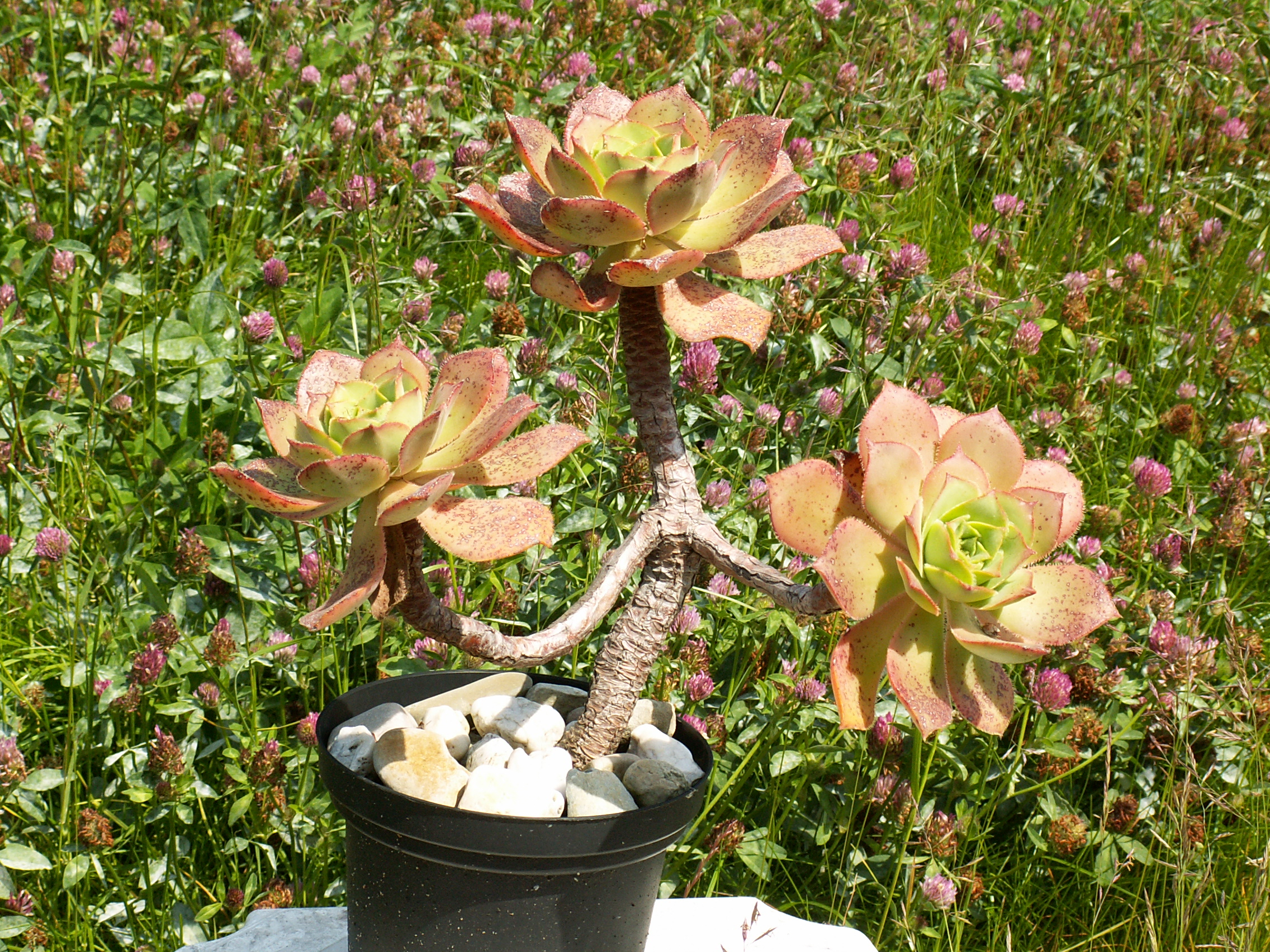
Aeonium valverdense